# Etnolekt hałcnowski

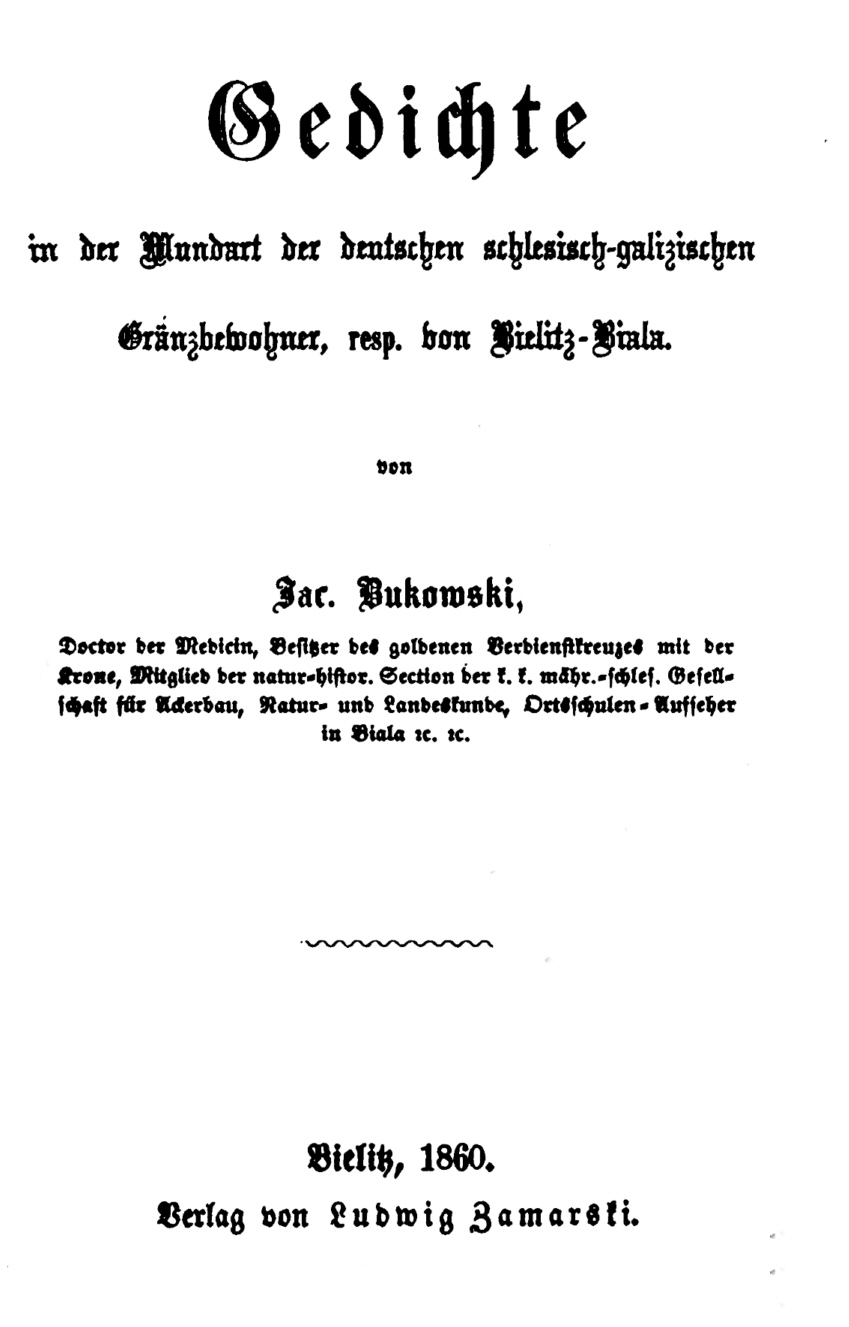
Strona tytułowa wydanego w 1860 zbioru hałcnowskich wierszy

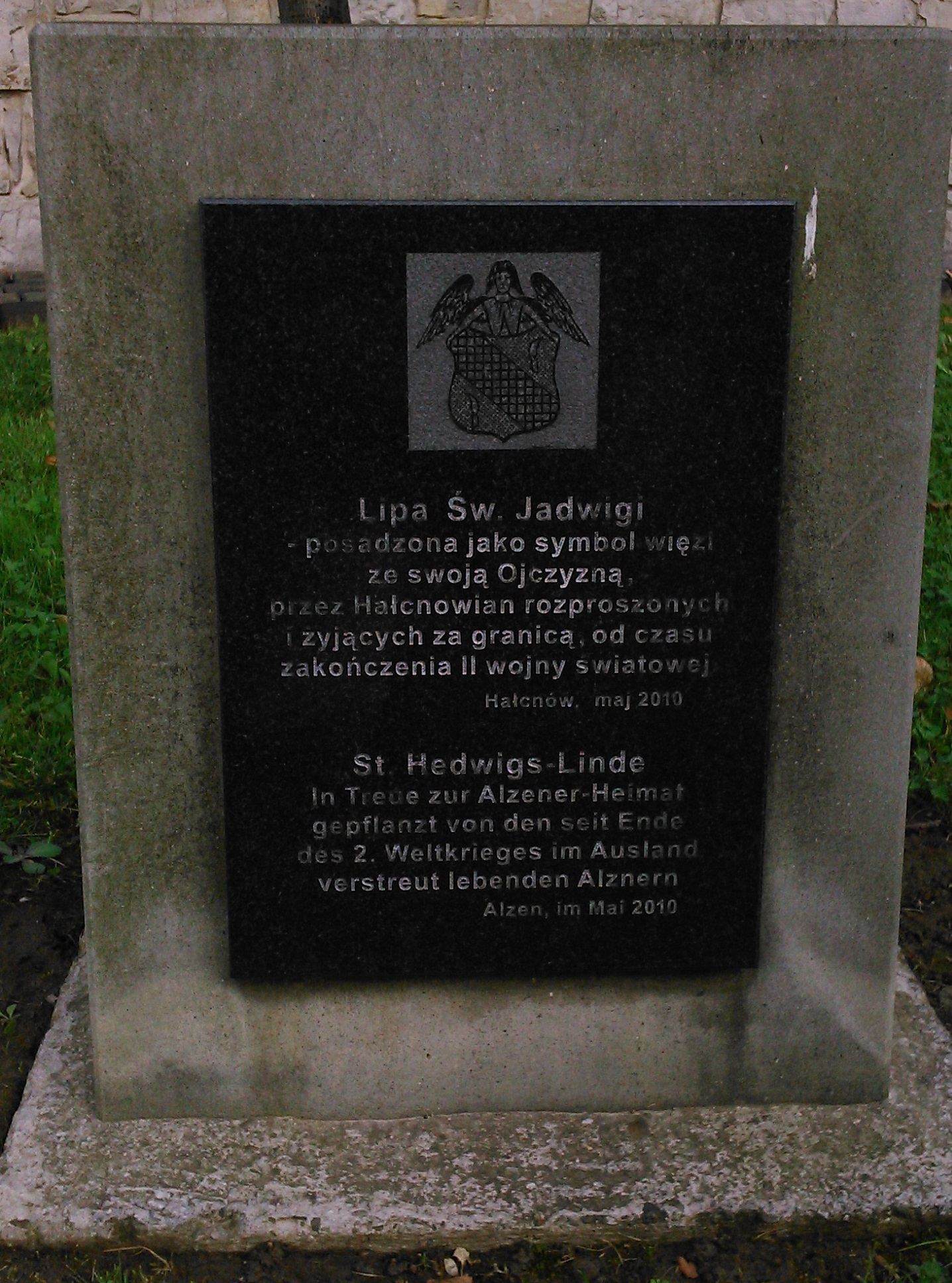
Lipa Św. Jadwigi przy hałcnowskim kościele upamiętniająca mieszkańców wsi wysiedlonych po 1945 r.

Etnolekt hałcnowski (nazwa własna: aljznerisch/altsnerisch „hałcnowski” lub päuersch „chłopski”) – wymarły etnolekt z grupy języków germańskich, którym przed 1945 rokiem posługiwali się niemieccy mieszkańcy wsi Hałcnów, obecnej dzielnicy Bielska-Białej.
Jedna z dwóch – obok pokrewnego etnolektu wilamowskiego – gwara dawnej bielsko-bialskiej wyspy językowej, która wykształciła swój mikrojęzyk literacki. Jego twórcą był poeta Karl Olma (1914–2001), tworzący też pod pseudonimem Michael Zöllner.
W sierpniu 2013 r. na terenie Bielska-Białej mieszkało jeszcze osiem osób znających hałcnowski, najstarsza z nich miała około 90 lat, najmłodsza 75. Osoby posługujące się niegdyś tą mową można spotkać również wśród żyjących jeszcze wysiedlonych na terenie RFN i Austrii.
Mityczną praojczyzną hałcnowian jest dolnofrankońskie miasto Alzenau, którego nazwa brzmi podobnie do Alzen, niemieckiej nazwy Hałcnowa (gwarowo Alza). Legenda ta została spopularyzowana w poezji Karla Olmy (tekst hałcnowski wraz z tłumaczeniem na standardowy niemiecki oraz polski):
| De jeschta Ajlzner Vu Alzenaa em Fränkischa met Bow an Kejnd, met Fad an Rejnd, de Schles ganz düöchj wie Schnepf an Schtüöchj sän se gezünj, bi se verlüönj em Bajgsgehelz ne wäjt vu Beltz de Wanderlost... | Die ersten Alzner Von Alzenau im Fränkischen mit Weib und Kind, mit Pferd und Rind, Schlesien ganz durch wie Schnepfe und Storch sind sie gezogen, bis sie verloren im Berggehölz nicht weit von Bielitz die Wanderlust... | Pierwsi hałcnowianie Z Alzenau we Frankonii z niewiastą i dzieckiem, z koniem i bydlęciem, przez cały Śląsk jak słonka i bocian się przemieszczali, aż stracili w górskim lesie niedaleko od Bielska ochotę do wędrówki... |

W 1958 roku miasto Alzenau objęło patronat nad hałcnowianami, którzy po wojnie zostali zmuszeni do opuszczenia swoich rodzinnych stron. W dokumencie potwierdzającym nadanie patronatu napisano, że dzięki temu wydarzeniu „powstał idealny pomost między ich małą ojczyzną a ojczyzną ich praprzodków”.
Przykładowe hałcnowskie zdania w zapisie autorstwa Marka Dolatowskiego:
| hałcnowski                        | niemiecki                                | polski                                    |
| --------------------------------- | ---------------------------------------- | ----------------------------------------- |
| Ech von ü Bülts-Biala.            | Ich wohne in Bielitz-Biala.              | Mieszkam w Bielsku-Białej.                |
| 'S ret scho nimant altsnerisch.   | Es redet niemand mehr alznerisch.        | Nikt już nie mówi po hałcnowsku.          |
| Mei bohf hot näunundzibtsik iühr. | Meine Frau ist neunundsiebzig Jahre alt. | Moja żona ma siedemdziesiąt dziewięć lat. |